# Sakai
Bài này nói về thành phố Sakai (堺市) thuộc tỉnh Osaka. Về thành phố Sakai (坂井市) thuộc tỉnh Fukui, xem bài Sakai, Fukui
Sakai (堺市 Sakai-shi) là một thành phố thuộc tỉnh Osaka, Nhật Bản.

## Khái quát
Thành phố Sakai nằm ở phía Nam khu vực giữa tỉnh Osaka, cũng đồng thời là vị trí trung tâm của vùng Kinki, bên bờ vịnh Osaka, tại cửa sông Yamato. Bắc thành phố Sakai tiếp giáp với Nam thành phố Osaka.
Thành phố có diện tích là 149,99 km², dân số là 832.287 người. Xét chung cả về diện tích lẫn dân số, Sakai là thành phố lớn thứ hai của tỉnh Osaka (sau thành phố Osaka), lớn thứ tư của vùng Kinki, và lớn thứ 15 của cả Nhật Bản
Sakai là một trong những hải cảng quan trọng của Nhật Bản từ thời trung cổ cho đến nay. Kinh tế của thành phố phụ thuộc nhiều vào ngoại thương.

## Lịch sử
- Năm 1889: Thành phố Sakai được thành lập.
- Năm 2005: Thị trấn Mihara được nhập vào thành phố Sakai.
- Năm 2006: Thành phố được Chính phủ Nhật Bản công nhận là đô thị quốc gia.

## Hành chính
Thành phố được chia làm 7 khu (quận).

## Thư viện ảnh

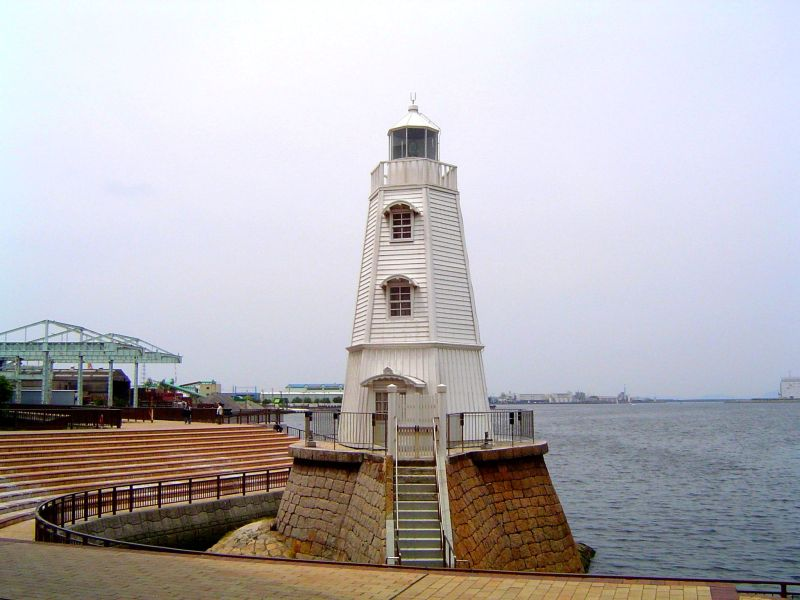
旧堺燈台
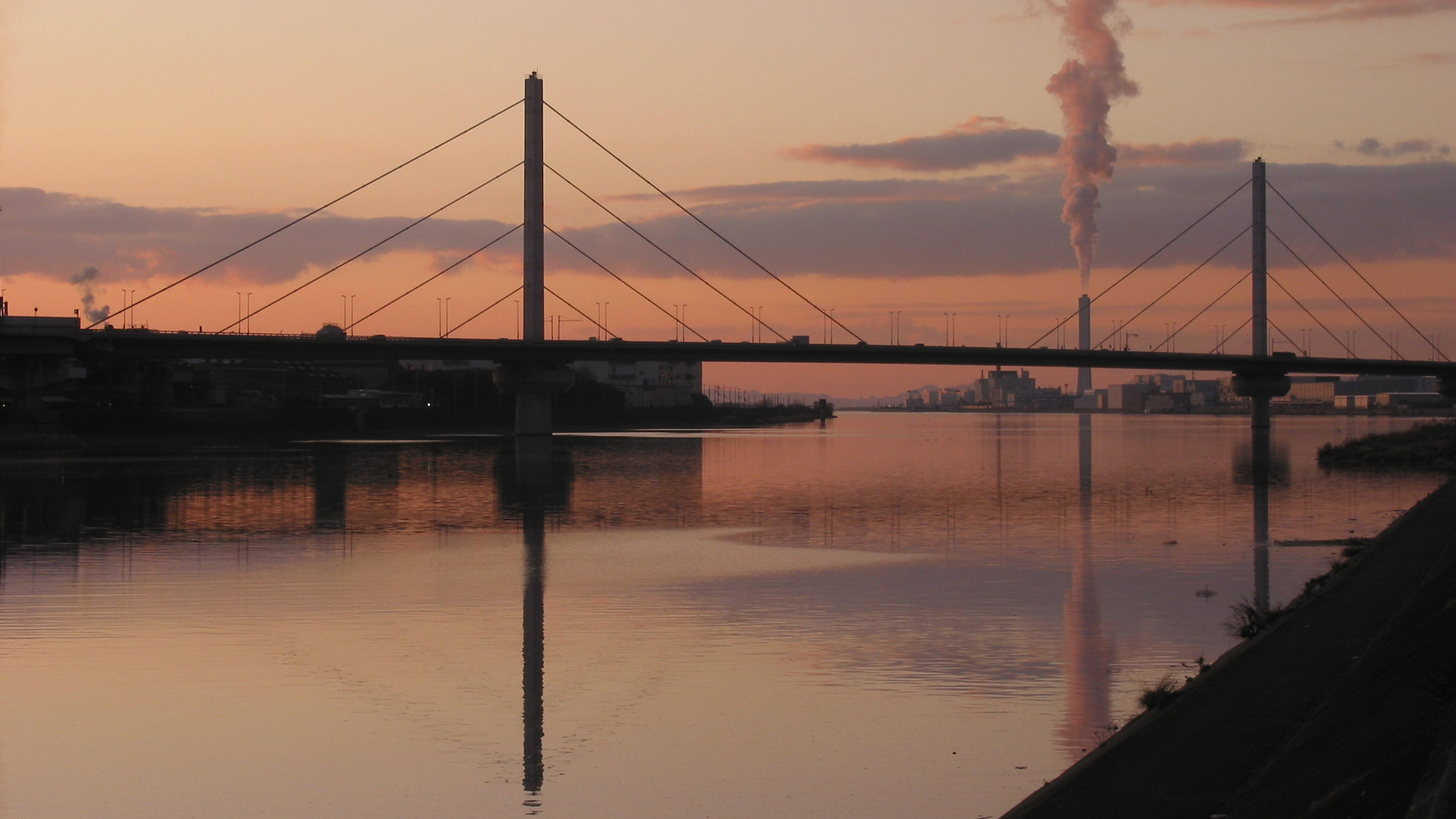
大和橋
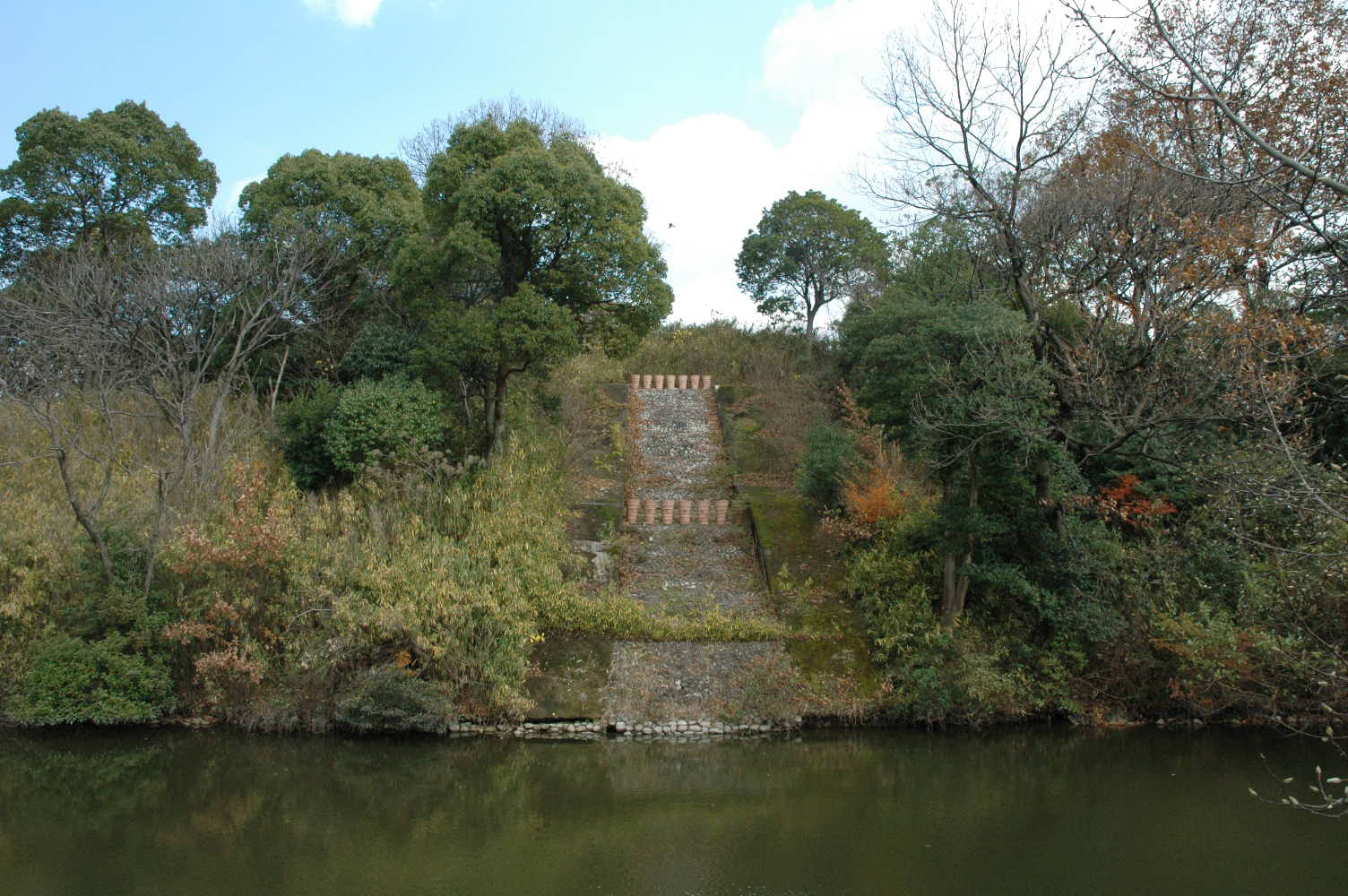
黒姫山古墳
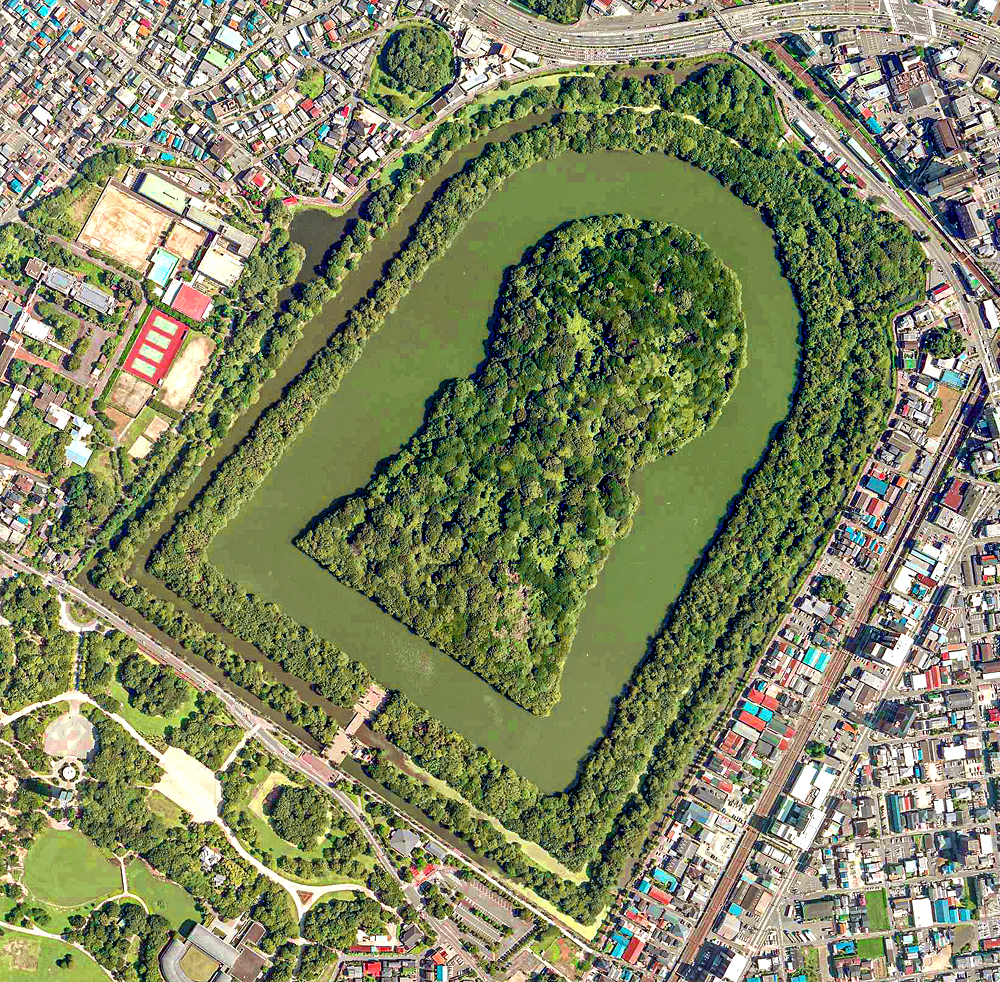
大仙陵古墳
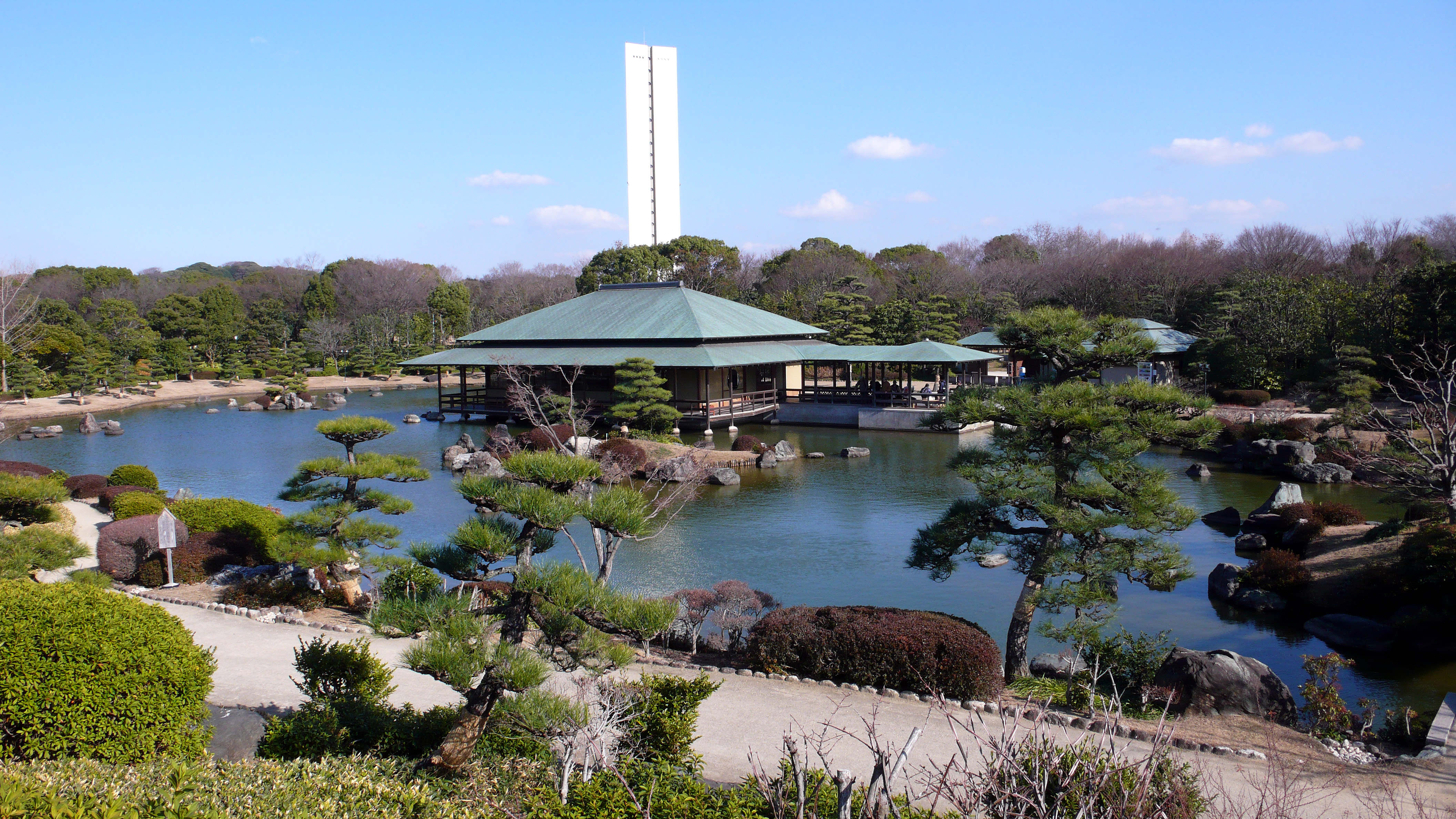
大仙公園
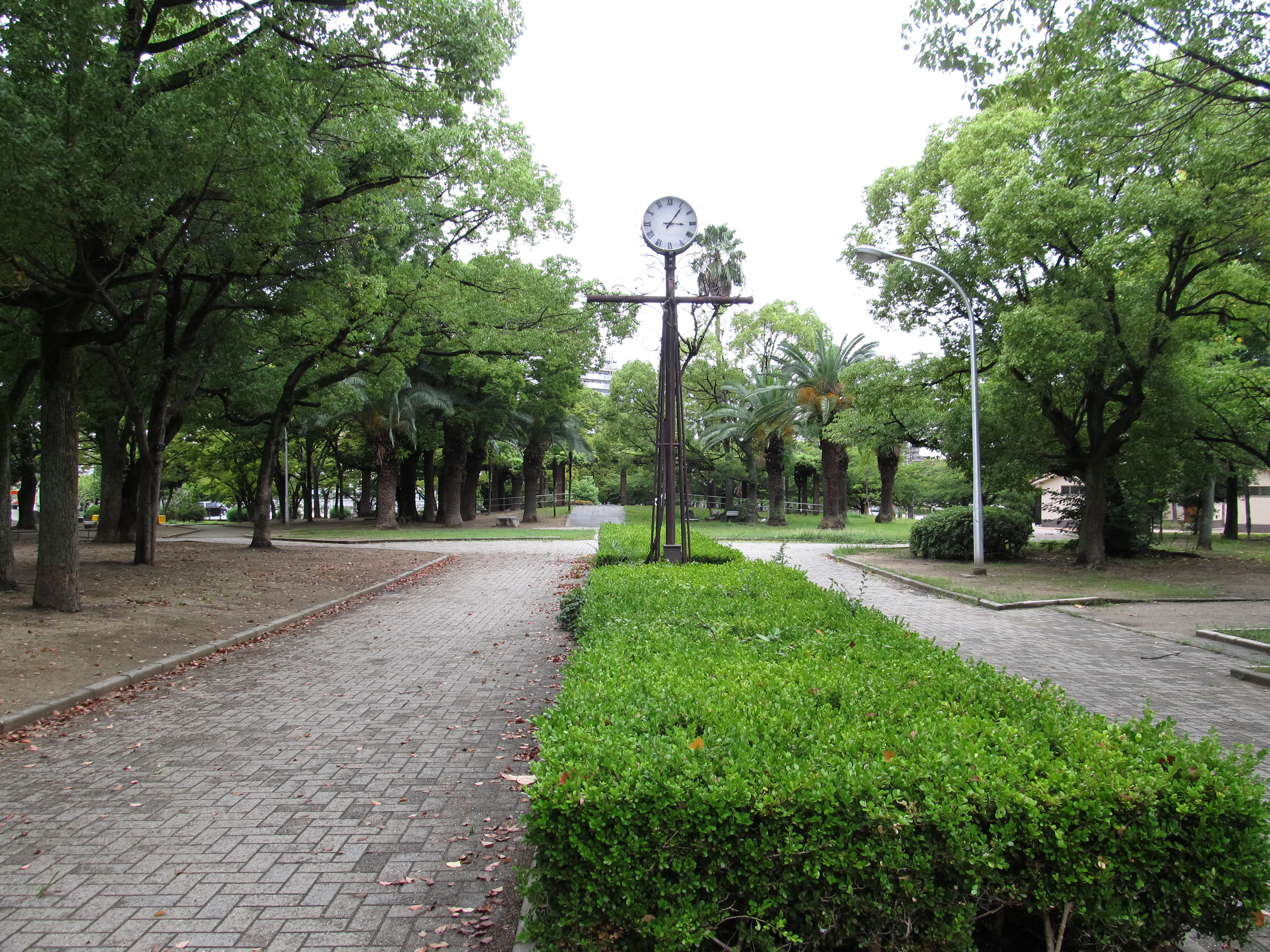
ザビエル公園
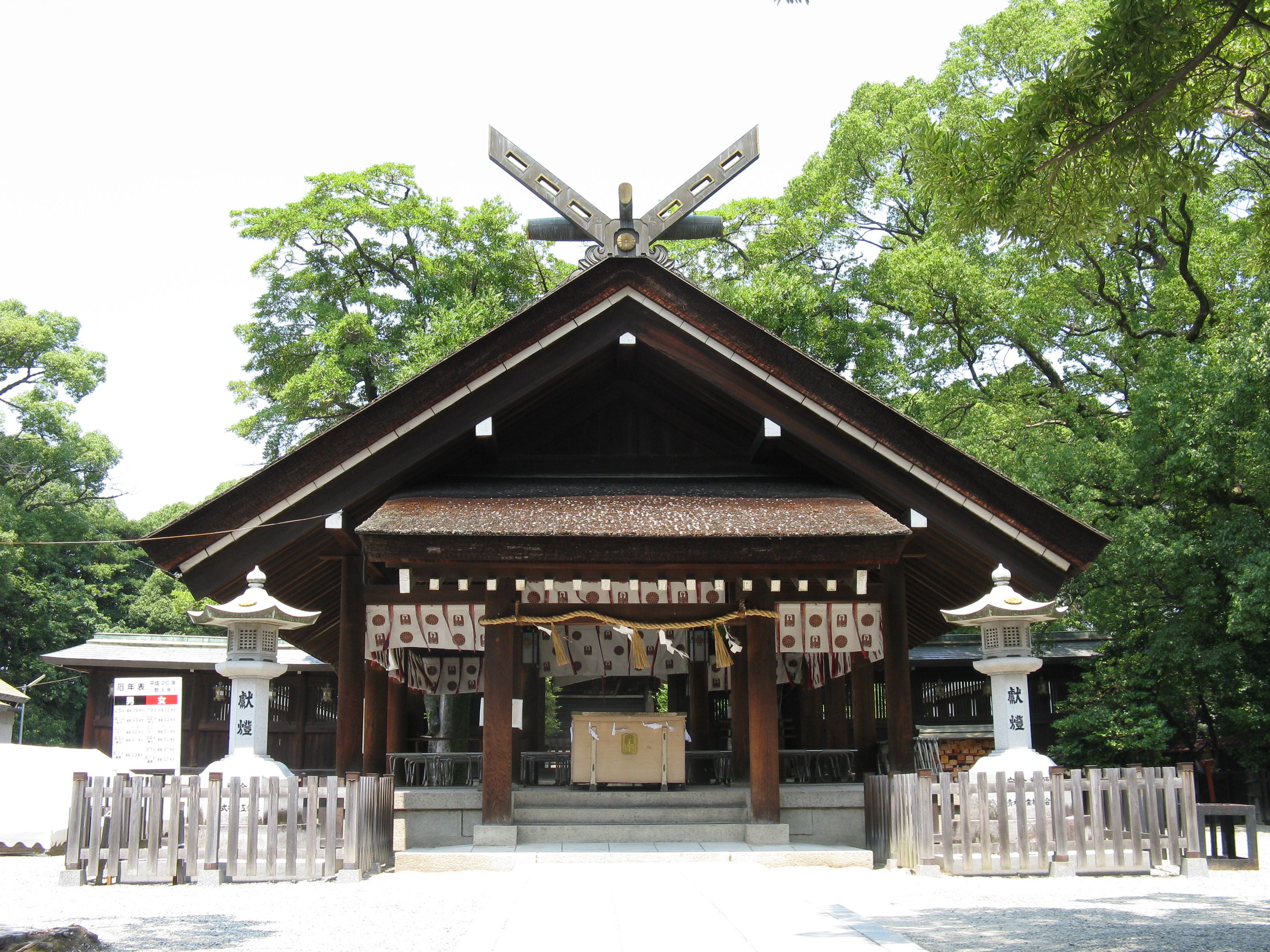
大鳥大社
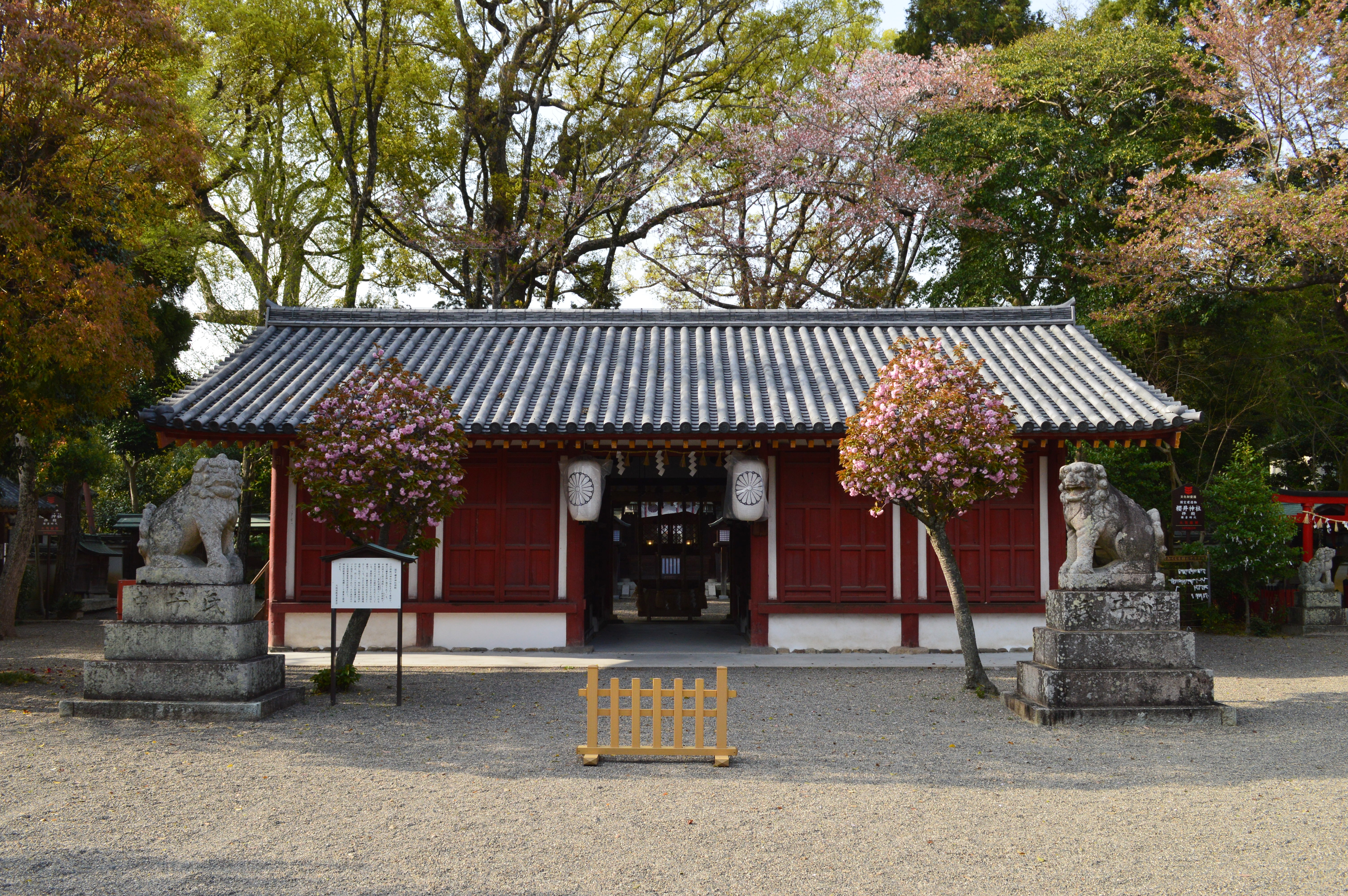
桜井神社
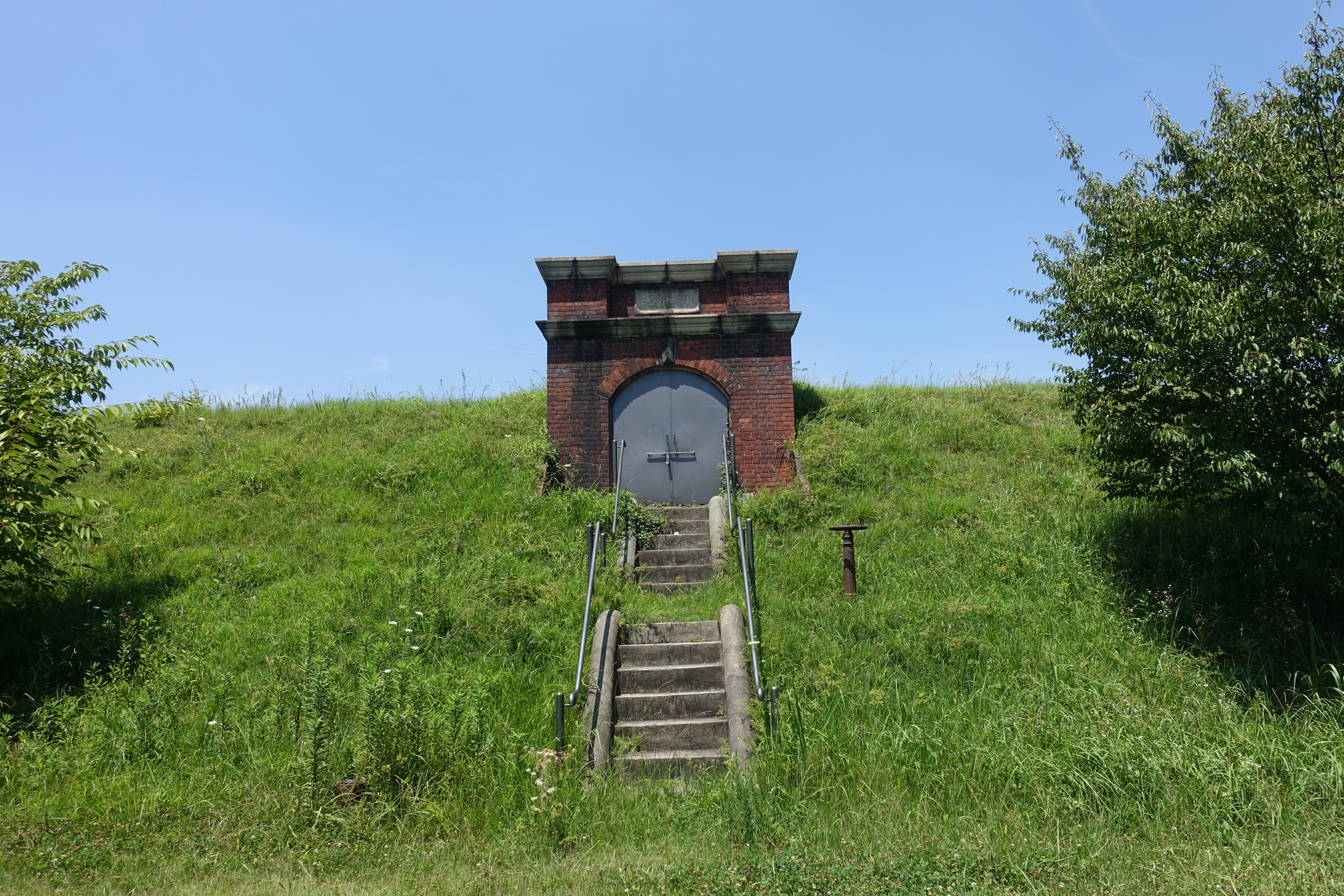
天王貯水池
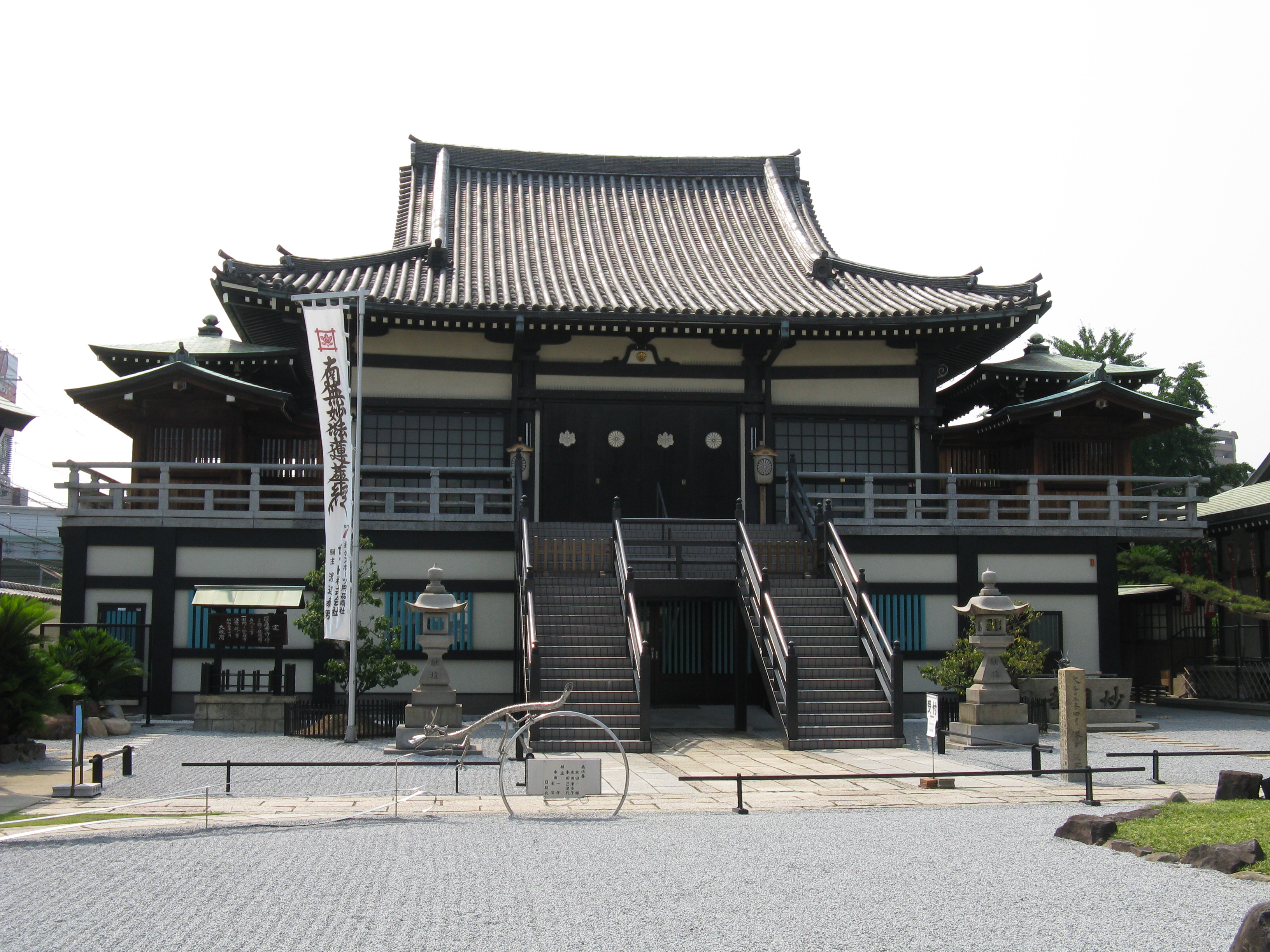
妙国寺
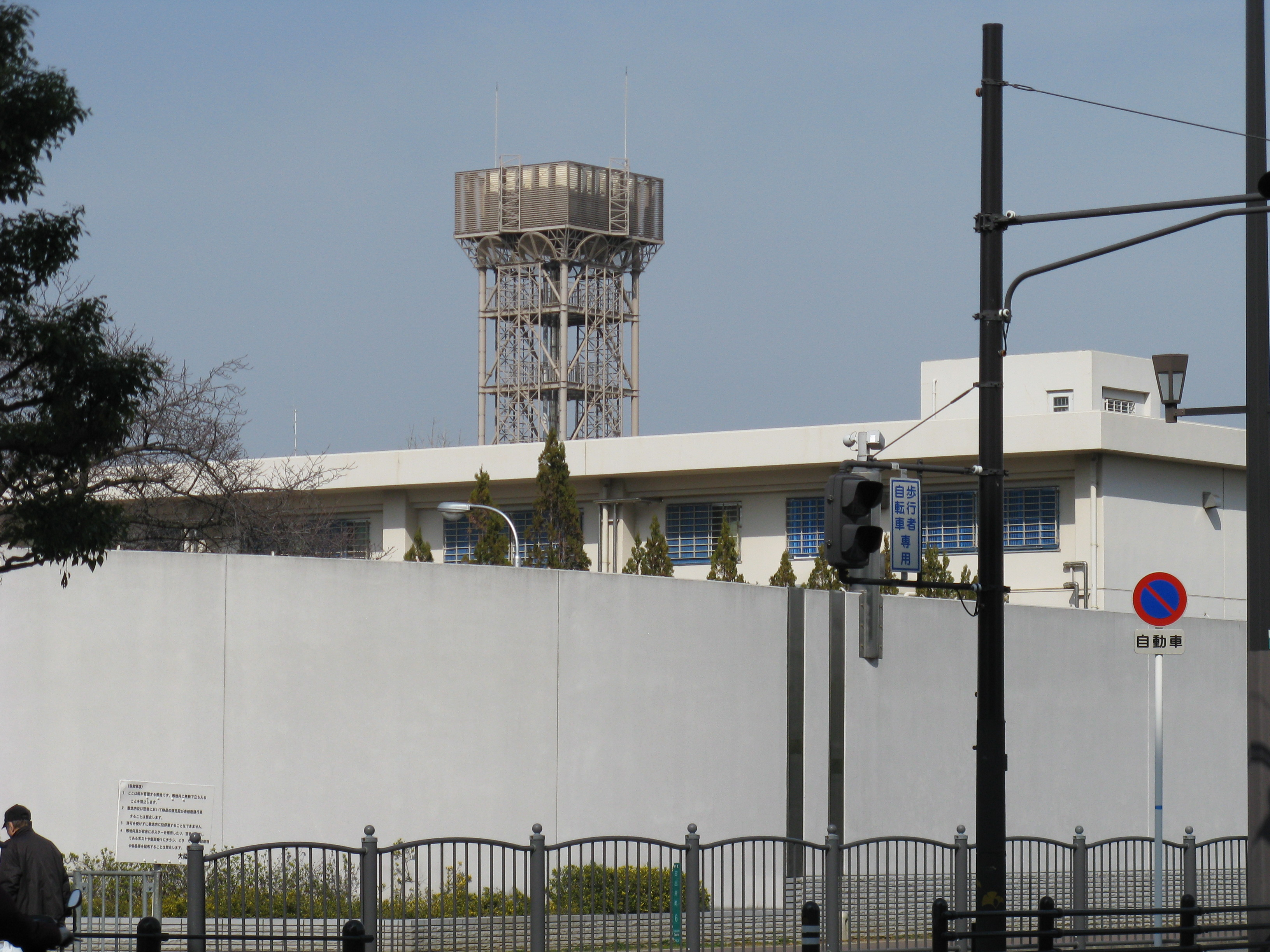
大阪刑務所
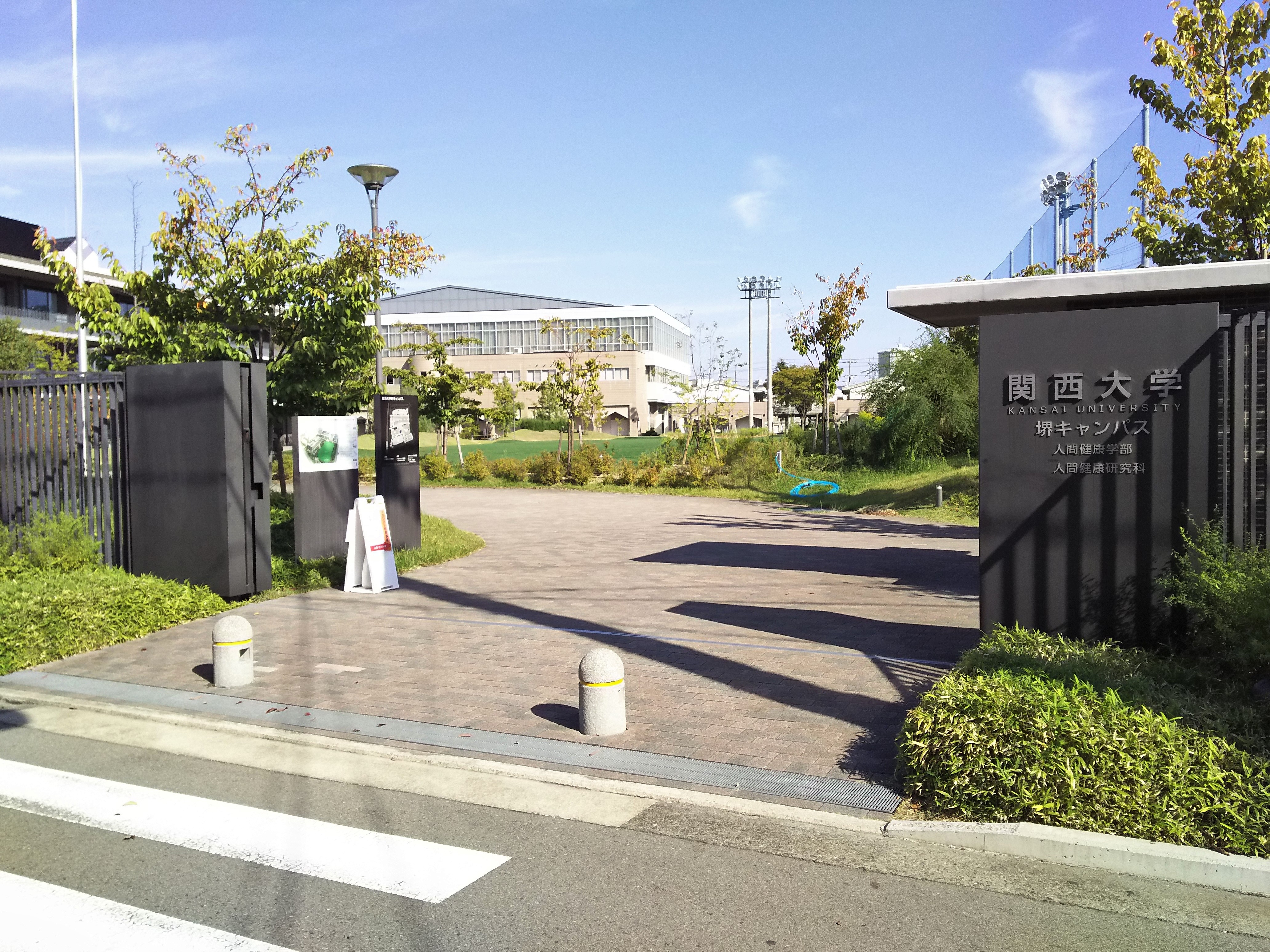
関西大学
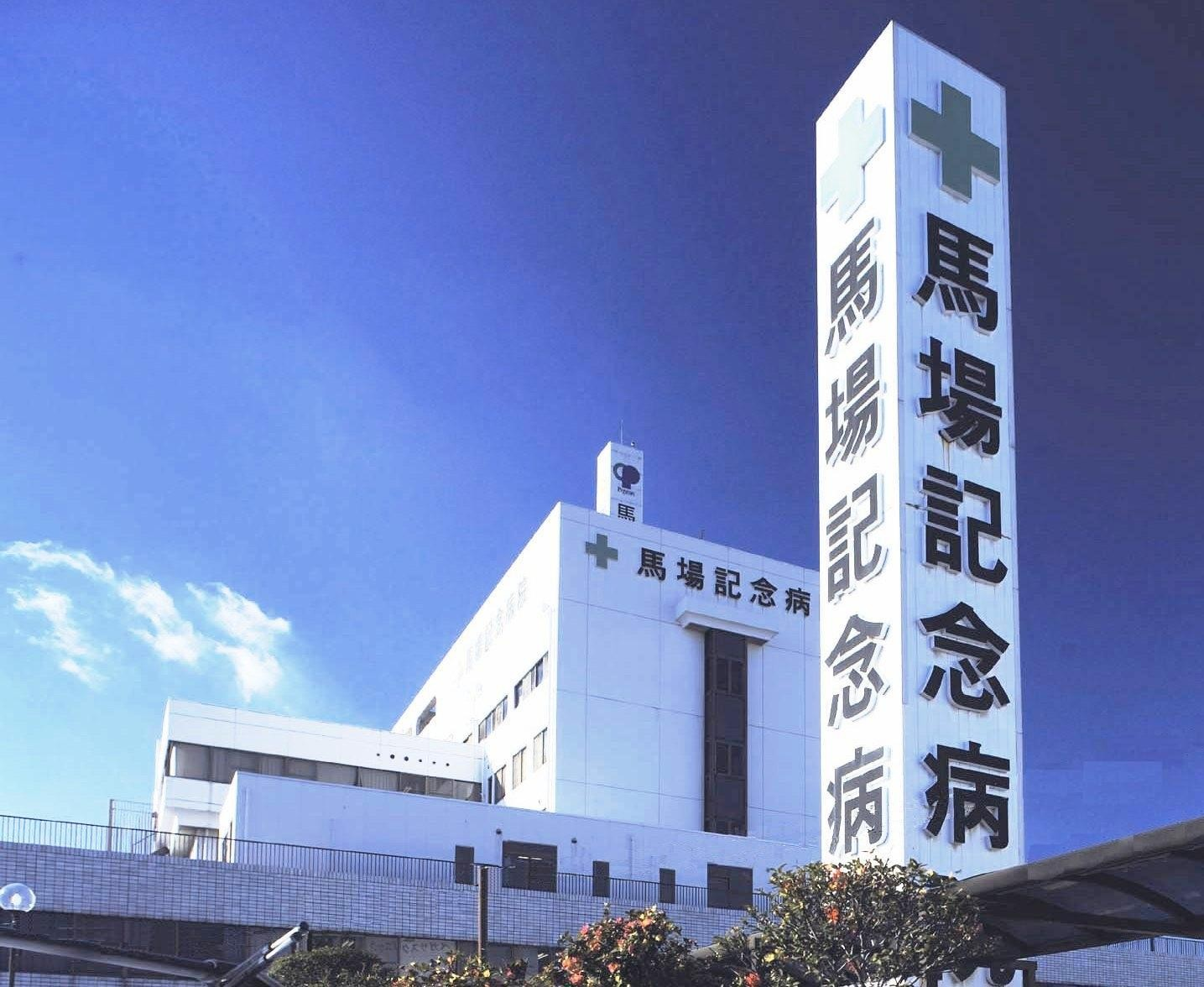
馬場記念病院
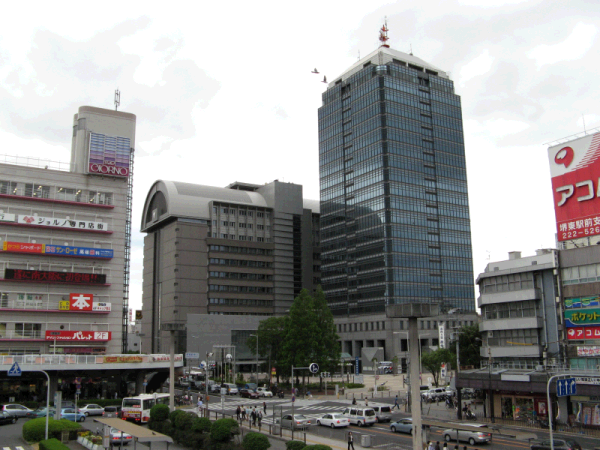
堺市役所